# Арбатские ворота
Арба́тские воро́та (ранее также Смоле́нские ворота) — одни из ворот Белого города. 
Ворота располагались на месте современной одноимённой площади «Арбатские Ворота». В связи с обветшанием в XVIII веке Арбатские ворота были снесены, как и остальные составные части крепости Белого города.

## Этимология
Названы по начинавшейся от них улице Арбат.
17 (27) апреля 1658 года указом царя Алексея Михайловича переименованы в Смоленские по начинавшейся от них дороге в город Смоленск, но название не прижилось.

## История
В XV веке на этом месте проходила деревянная стена с рвом с наружной стороны и размещались ворота, тоже деревянные, с мостом перед ними. В конце XVI века ворота и стена заменены каменными.
20 (30) августа 1612 года Арбатские ворота были отбиты у поляков войсками Второго ополчения.
11 (21) мая 1615 года в связи с вестями о набеге крымских татар указом царя Михаила Фёдоровича на Арбатские и Чертольские ворота были назначены осадными воеводами: стольник князь Василий Ахамашуков-Черкасский и Григорий Загряжский (по другим данным вместо него был Иван Загряжский). Однако дальше Серпухова крымско-татарская орда не зашла и до Москвы не добралась.
Во время осады Москвы в 1618 году войсками польского королевича Владислава Арбатские ворота были одной из основных целей польских войск (наряду с Тверскими). В это время на участке от Арбатских до Никитских ворот руководил обороной окольничий Никита Годунов, под его началом находилось 457 человек, среди которых 80 стрельцов. Непосредственно на Арбатских воротах руководили: Данила Леонтьев, Иван Урусов и дьяк Иван Онтонов.
По плану польской стороны, вперёд направлялась пехота с топорами, задачей которой было разрушение палисада, выполненного перед воротами. Её должны были прикрывать две пешие, вооружённые мушкетами хоругви под командованием Бутлера и Бегле. После чего для взлома ворот направлялись около 20 человек с петардами, за ними мальтийский кавалер Бартоломей Новодворский и более  50 охотников в кирасах. В резерв были назначены хоругви Лермонта и Сея, а также полк лисовчиков. После того, как были бы выбиты ворота, венгерская пехота совместно с хоругвями Бутлера и Бегле должны были лезть на стены, в то время как полк Лермонта, лисовчики и рейтары ворвались бы в город через ворота. Русские войска оказались заранее предупреждены о месте и деталях штурма через французских инженеров-перебежчиков, состоявших в тайном совете королевича Владислава. Гарнизон Арбатских и Тверских ворот был усилен, на стенах были размещены дополнительные бойцы, вооружённые мушкетами и бердышами, сделаны новые оборонительные насыпи, увеличено количество защитников предвратных укреплений.
Штурм происходил в ночь с 30 сентября (10 октября) на 1 октября (11 октября). На данном направлении полякам первоначально сопутствовал успех — им удалось сделать пролом в палисаде и достичь самих ворот. Однако при установке петарды был ранен в руку Новодворский, за этим последовала контратака вооружённых холодным оружием защитников под прикрытием мушкетного огня со стен. В разгар боя русских поддержала пехота «бельских немцев», прибывшая от Никитских ворот. Поляки смогли удержать позицию до рассвета, но потом отступили, не получив подкрепления. Потери польской стороны при штурме Арбатских ворот за несколько часов составили 30 убитых и более 100 раненых, среди которых 8 «важнейших лиц». По данным русской стороны общие потери поляков при штурме Арбатских и Тверских ворот составили до 3000 человек.
21 июня (1 июля) 1633 года в связи с вестями о набеге крымских татар была выполнена роспись защитников Москвы. На Арбатских воротах — князь Иван Дашков, Тимофей Исканский и подьячие Родион Замарин, Григорий Углев и Дмитрий Михайлов. Под их началом находилось 137 человек, среди которых 15 стрельцов. Однако дальше Серпухова и Каширы крымско-татарская орда не зашла и до Москвы не добралась.
К XVIII веку ворота уже не использовались по назначению и были превращены в харчевню и часовню Давидовской пустыни. Рядом в стене были сделаны проломные ворота.
Арбатские ворота разобрали последними из ворот Белого города в 1792 году. Согласно другой информации они были разобраны в 1775 году или ранее.

## Архитектура
Арбатские ворота были квадратными в сечении (длиной и шириной по 7,25 саженей). Ворота имели проезд «коленом».